# Times Tower
La Times Tower ( también conocida como New Central Bank Tower) es un rascacielos de la ciudad de Nairobi, Kenia. 
La torre mide 140 metros de altura, es el quinto edificio más alto de Kenia.
Tiene 38 plantas, y fue construida en 1997. El arquitecto es Triad Architects.